# Halldórr skvaldri
Halldórr skvaldri (« bavard ») est un scalde islandais du XIIe siècle. Poète itinérant, il aurait été, d’après le Skáldatal, au service de neuf rois et jarls : les rois de Norvège Magnús berfættr, Sigurðr Jórsalafari, Haraldr gilli et Ingi Haraldsson, le roi de Danemark Eiríkr eimuni, le roi de Suède Sörkvir Kolsson, son fils le jarl Jón, ainsi que les jarls Sóni Ívarsson et Karl Sónason. Sa vie n'est pas autrement connue. 
Seule une partie de ses poèmes composés en l’honneur de rois de Norvège ont été conservés. L’Útfarardrápa et l’Útfararkviða (dont seule une strophe en fornyrðislag subsiste) sont consacrées à la croisade de Sigurðr. La Haraldsdrápa (deux strophes et trois demi-strophes en dróttkvætt) évoque différents épisodes de la lutte entre Haraldr gilli et son neveu Magnús blindi pour la possession de la Norvège et la victoire de Haraldr. 
Jan de Vries considère Halldórr comme un « habile faiseur » (« ein gewandter Verseschmied ») sans génie.